# 쿨까당
《쿨까당》(쿨하게 까는 당)은 tvN에서 방영된 텔레비전 시사 토크 쇼이다.